# Голденрод (Флорида)
Голденрод (англ. Goldenrod) — статистически обособленная местность, расположенная в округе Ориндж (штат Флорида, США) с населением 12 871 человек по статистическим данным переписи 2000 года.

## География
По данным Бюро переписи населения США статистически обособленная местность Голденрод имеет общую площадь в 6,99 квадратноо километрав, из которых 6,73 кв. километра занимает земля и 0,26 кв. километра — вода. Площадь водных ресурсов округа составляет 3,72 % от всей его площади.
Статистически обособленная местность Голденрод расположена на высоте 26 м над уровнем моря.

## Демография
| Год переписи        | Нас.  |  | %±    |
| ------------------- | ----- |  | ----- |
| 1980                | 13682 |  | —     |
| 1990                | 12362 |  | −9,6% |
| 2000                | 12871 |  | 4,1%  |
| 2010                | 12039 |  | −6,5% |
| 1980–2010 Источник: |       |  |       |

По данным переписи населения 2000 года в Голденродe проживало 12 871 человек, 3152 семьи, насчитывалось 5398 домашних хозяйств и 5575 жилых домов. Средняя плотность населения составляла около 1841,34 человека на один квадратный километр. Расовый состав населённого пункта распределился следующим образом: 82,43 % белых, 5,53 % — чёрных или афроамериканцев, 0,47 % — коренных американцев, 2,86 % — азиатов, 0,09 % — выходцев с тихоокеанских островов, 3,25 % — представителей смешанных рас, 5,38 % — других народностей. Испаноговорящие составили 17,83 % от всех жителей статистически обособленной местности.
Из 5398 домашних хозяйств в 26,2 % воспитывали детей в возрасте до 18 лет, 42,6 % представляли собой совместно проживающие супружеские пары, в 11,1 % семей женщины проживали без мужей, 41,6 % не имели семей. 28,5 % от общего числа семей на момент переписи жили самостоятельно, при этом 5,5 % составили одинокие пожилые люди в возрасте 65 лет и старше. Средний размер домашнего хозяйства составил 2,37 человека, а средний размер семьи — 2,98 человека.
Население статистически обособленной местности по возрастному диапазону по данным переписи 2000 года распределилось следующим образом: 21,4 % — жители младше 18 лет, 14,6 % — между 18 и 24 годами, 33,8 % — от 25 до 44 лет, 20,0 % — от 45 до 64 лет и 10,2 % — в возрасте 65 лет и старше. Средний возраст жителей составил 32 года. На каждые 100 женщин в Голденродe приходилось 103,1 мужчины, при этом на каждые сто женщин 18 лет и старше приходилось 101,7 мужчины также старше 18 лет.
Средний доход на одно домашнее хозяйство статистически обособленной местности составил 41 173 доллара США, а средний доход на одну семью — 47 570 долларов. При этом мужчины имели средний доход в 32 177 долларов США в год против 25 425 долларов среднегодового дохода у женщин. Доход на душу населения статистически обособленной местности составил 41 173 доллара в год. 6,6 % от всего числа семей в населённом пункте и 10,9 % от всей численности населения находилось на момент переписи населения за чертой бедности, при этом 10,1 % из них были моложе 18 лет и 4,1 % — в возрасте 65 лет и старше.